# Mindre igelkottsspinnare
Mindre igelkottsspinnare, Parasemia plantaginis är en fjärilsart som beskrevs av Carl von Linné 1758. Mindre igelkottsspinnare ingår i släktet Parasemia och familjen björnspinnare. Arten är reproducerande i Sverige. Nio underarter finns listade i Catalogue of Life, Parasemia plantaginis carpathica Daniel, 1939, Parasemia plantaginis caspica Daniel, 1939, Parasemia plantaginis hesselbarthi de Freina, 1981, Parasemia plantaginis jezoensis Inoue, 1976, Parasemia plantaginis kunashirica Bryk, 1942, Parasemia plantaginis macromera Butler, 1881, Parasemia plantaginis melanissima Inoue, 1976, Parasemia plantaginis melanomera Butler, 1881, och Parasemia plantaginis rubrocostata Closs, 1914.

## Bildgalleri

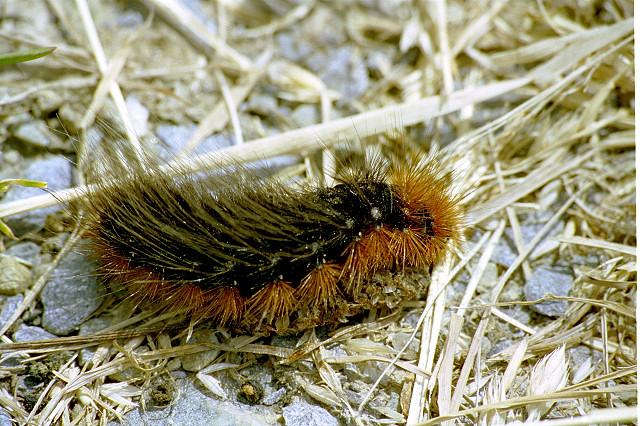
Fjärilens larv
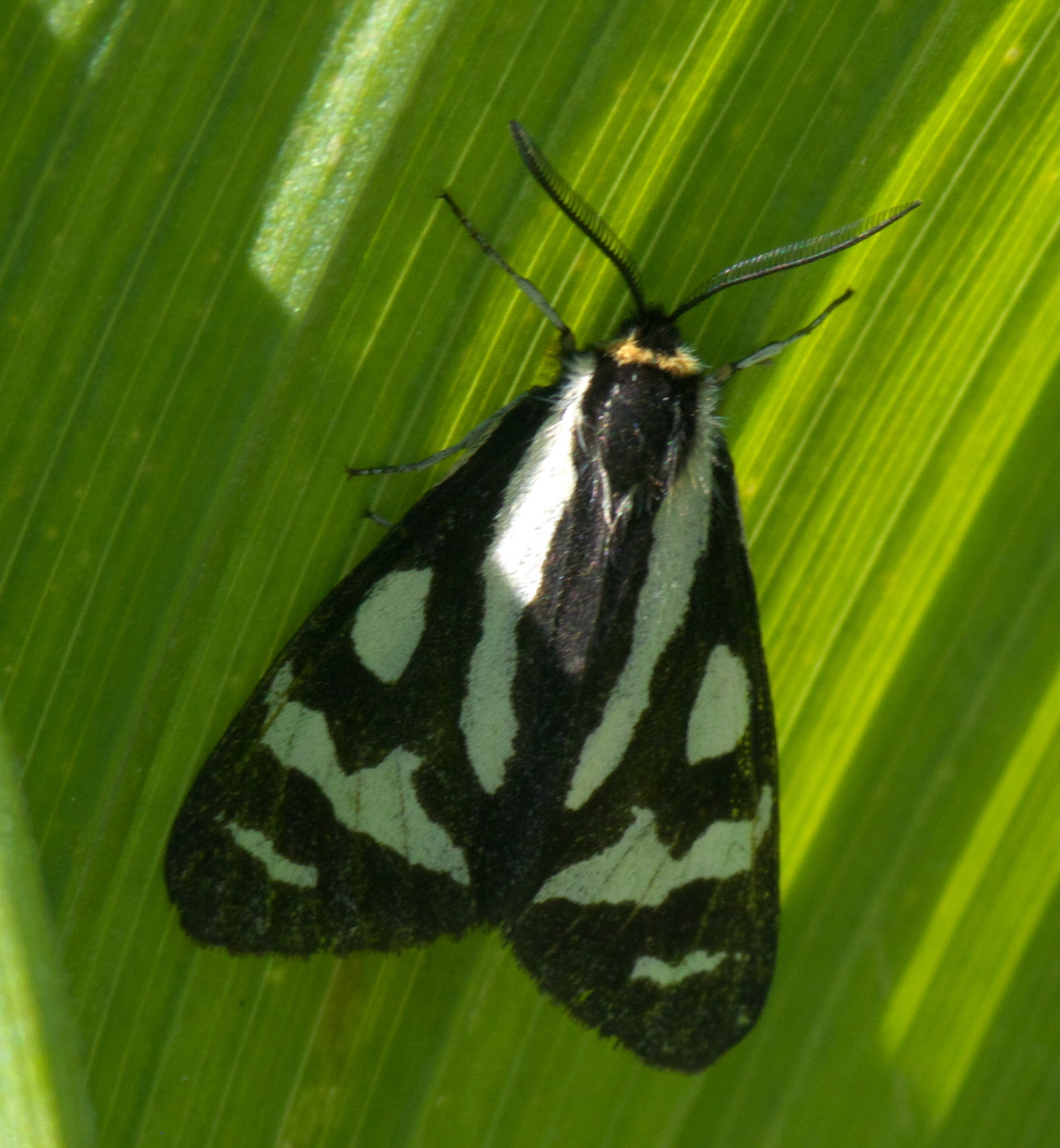
Imago fjäril
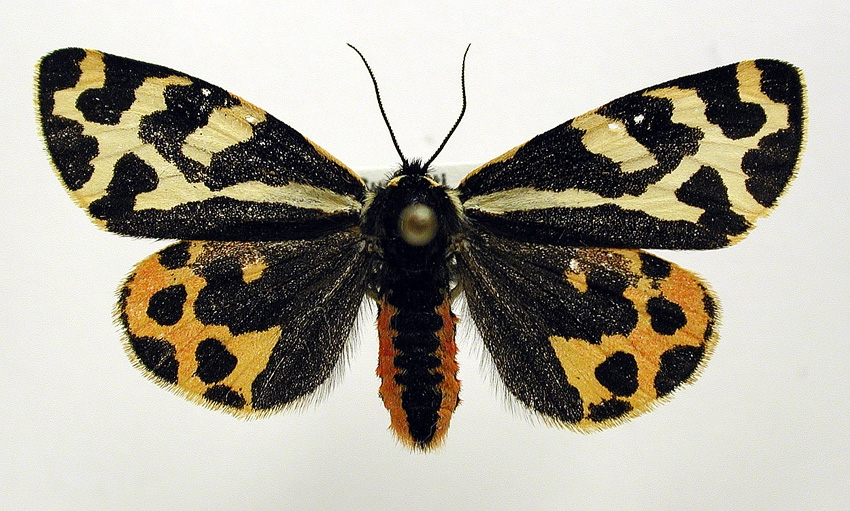
Preparerad (uppnålad) imago fjäril